# Hřebčín Slatiňany

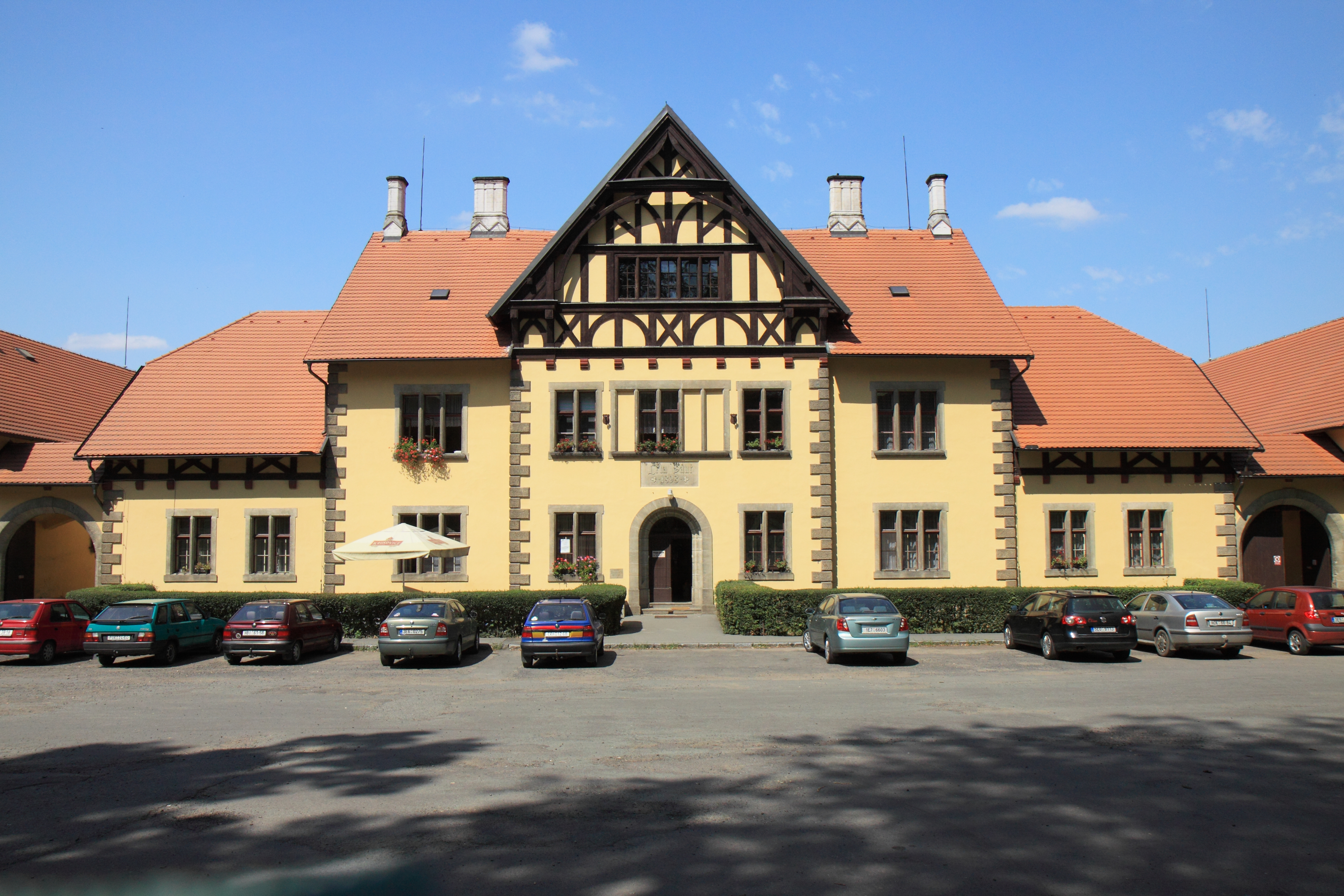
Hřebčín Slatiňany

Hřebčín Slatiňany je chovná stanice vraníků českého plemena starokladrubských koní sídlící ve Slatiňanech nedaleko Chrudimi. Hřebčín je součástí Národního hřebčína Kladruby nad Labem. Je zde chováno přibližně 250 starokladrubských koní.
Areál hřebčína je kulturní památkou v těsném sousedství národní kulturní památky slatiňanského zámku a parku.

## Historie
Koně ve Slatiňanech chovala již knížata z Auerspergu. Ti v letech 1894–1898 vystavěli nové velkolepé a moderní stáje pro koně dostihové, kočárové, pro parfosní hony a pólo. Projekt vypracovala anglická firma z Newmarketu W&C Manning, adaptace a realizaci provedl architekt Jan Schmoranz ze Slatiňan. Roku 1898 nechali zbourat starou klasicistní budovu stájí z konce 18. století mezi dnešním hřebčínem a zámkem. Konírny jim náležely (spolu se zámkem, parkem a velkostky Nasavrky a Žleby) až do roku 1942, kdy je po smrti Ferdinanda z Auerspergu zdědil jeho synovec Josef Trauttmansdorff. Tomu byl majetek zkonfiskován československým státem v roce 1945. V zámku bylo vybudováno (otevřeno roku 1950) hippologické muzeum, v hřebčíně byl ustaven Státní pokusný hřebčín ve Slatiňanech, v roce 1948 přejmenovaný na Výzkumnou stanici pro chov koní. Ta fungovala do roku 1992. Od roku 1992 je hřebčín součástí Národního hřebčína Kladruby nad Labem. V současnosti se zaměřuje na chov starokladrubských vraníků.

## Budovy hřebčína
- správní středisko

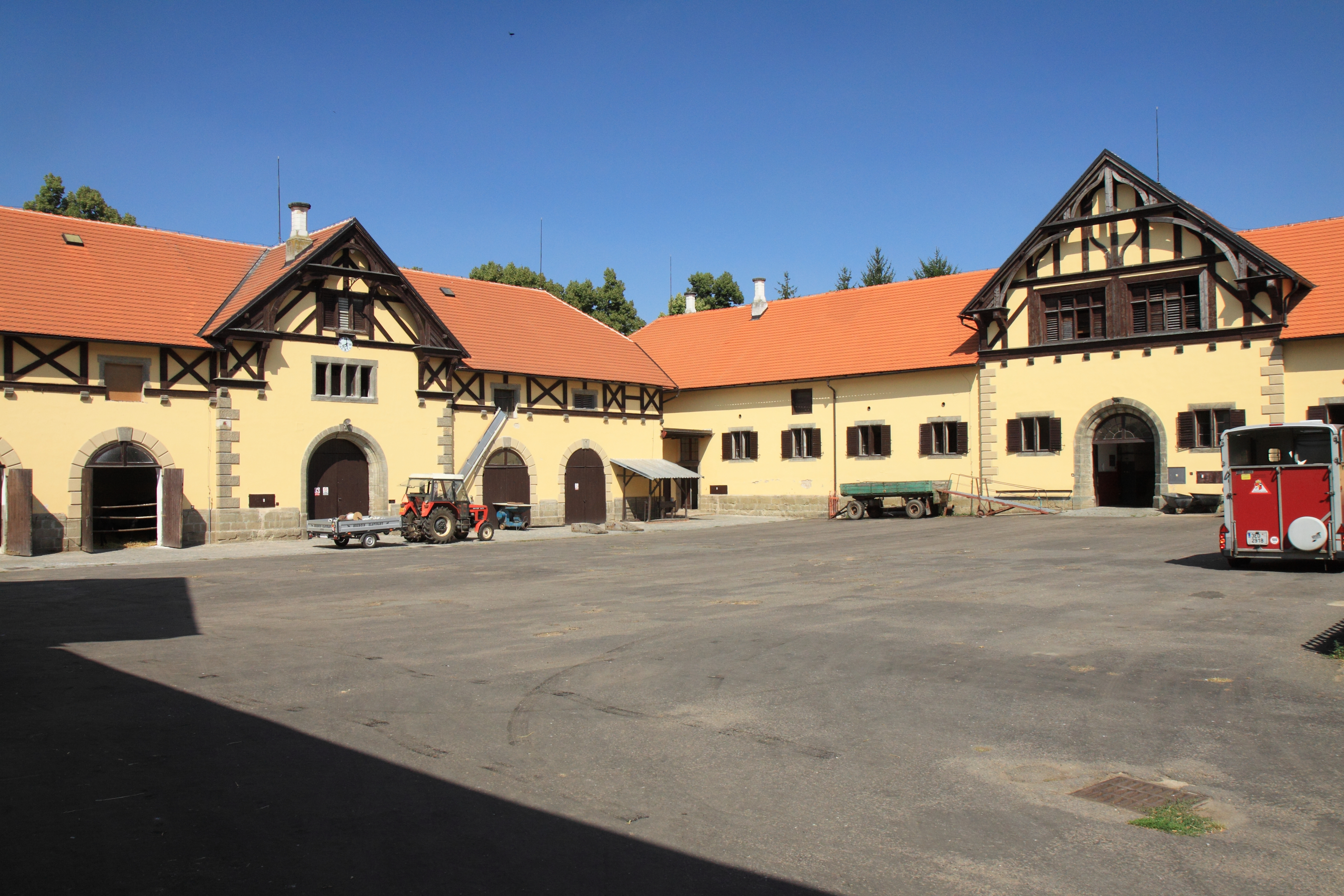
Nádvoří hřebčína

- středisko Ústřední evidence chovu koní (pověřené vedením ústřední evidence všech koní chovaných v ČR – mimo anglického plnokrevníka a klusáka).
- středisko chovu (stáj plemenných hřebců, 3 stáje plemenných klisen). Plemenní hřebci jsou ustájeni v prostorných boxech, plemenné klisny bez hříbat jsou na vazných stáních, klisny s hříbaty v boxech nebo na volné stáji.
- výcvikové středisko Slatiňany (pro výcvik hřebců a klisen do zkoušek výkonnost; výcvik klisen určených k prodeji pod sedlem a v zápřeži)
- výcvikové středisko Heřmanův Městec (zámecké stáje v Heřmanově Městci; pro výcvik hřebců určených k prodeji) Součástí střediska je i galasedlovna se sbírkou sedel a postrojů.
- hříbárna Slavice (v oboře Slavice; pro odchov hříbat od odstavu do věku 3,5 let)

Součástí hřebčína jsou i rozsáhlé pozemky v okolí Slatiňan a související provozy rostlinné výroby.

## Chov starokladrubských koní

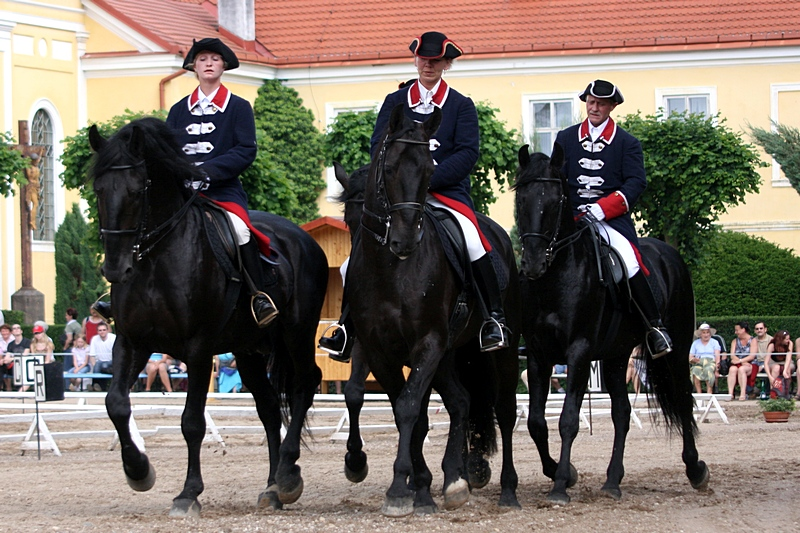
Starokladrubský vraník

Hřebčín Kladruby nad Labem se zaměřuje na chov starokladrubských koní, ve Slatiňanech chovají starokladrubské vraníky, v Kladrubech n. Labem bělouše. Toto plemeno má historické kořeny v době Rudolfa II., a po dlouhá staletí sloužilo jako zdroj kočárových koní pro rakouský císařský dvůr. Jde o unikátní plemeno, které je dnes chováno v tomto rozsahu jen v České republice. Chov starokladrubských koní byl téměř zničen úsilím československého státu po roce 1918, kdy bylo rozhodnuto o jeho likvidaci. Do roku 1931 se chov podařilo téměř zničit rozprodejem a převody chovného stáda. S regenerací chovu začal až profesor František Bílek ve 40. letech. Podle mnoha odborníků na poslední chvíli. K regeneraci museli být využiti zčásti i koně jiných plemen. Od roku 2001 je kmenové stádo bílých starokladrubských koní (a hřebčín Kladruby) národní kulturní památkou.